# Miodrag Božović
Miodrag Božović (født 22. juni 1968) er en montenegrinsk tidligere professionel fodboldspiller.